# Ferruccio Rossi-Landi
Ferruccio Rossi-Landi (Milan, 1er mars 1921 - Trieste, 5 mai 1985) était un philosophe, universitaire et sémioticien italien.
Chercheur en sémiotique, philosophie, économie politique, sciences humaines et anthropologie, il contribua de façon notable au développement de la sémiotique et de la philosophie du langage en Italie, cherchant à unifier les traditions européenne et anglo-américaine.

## Biographie
En 1945, il est diplômé de Lettres à l'Université de Milan puis de philosophie en 1951 à l'Université de Pavie. Il poursuivra ses études à Oxford jusqu'en 1953.
De 1958 à 1962, il enseigne la philosophie à l'Université de Padoue. Il passe plusieurs années à l'étranger, enseigne aux États-Unis entre 1962 et 1963, d'abord à l'Université d'Ann Arbor (dans le Michigan) puis à l'Université d'Austin (au Texas).
Durant les années 1970, il voyage et travaille pour diverses universités européennes et américaines; il enseignera par ailleurs la philosophie et la sémiotique à l'Université de La Havane.
Il acceptera ensuite la chair de philosophie de l'histoire à l'Université de Lecce. En 1977, il est chargé d'enseigner la philosophie théorique à l'Université de Trieste.
Son œuvre peut être divisée en trois phases. La première débute à partir des années 1950 et se concentre sur l'étude des travaux de Charles Morris, ainsi que l'analyse des procès de signification et du parlare comune (langage ordinaire).
La seconde phase couvre les années 1960. Rossi-Landi propose une théorie de la production linguistique et du signe, la suggérant comme théorie du travail linguistique et non-linguistique, basée sur l'homologie entre linguistique et économie.
La troisième phase est comprise entre 1970 et 1985 : Rossi-Landi étudie le rapport complexe entre le langage et l'idéologie et théorise le phénomène d'aliénation linguistique.

## Principales œuvres
- Charles Morris, Bocca, Milano, 1953
- Charles Morris: lineamenti di una teoria dei segni, Manni, Lecce, 1954
- Significato, comunicazione e parlare comune, Marsilio, Padova, 1961
- Il linguaggio come lavoro e come mercato, Bompiani, Milano, 1968
- Semiotica e ideologia, Bompiani, Milano, 1972
- Dialektik und entfremdung in der sprache, Francoforte sul Meno, 1973
- Ideology of linguistic relativity, L'Aia, 1973
- Linguistics and economics, L'Aia, 1974
- Charles Morris e la semitica novecentesca, Bompiani, Milano, 1975
- Ideologia, Mondadori, Milano, 1978
- Metodica filosofica e scienza dei segni, Bompiani, Milano, 1985
- Between signs and non-signs, Amsterdam, 1992 (posthume)
- Il corpo del testo tra riproduzione sociale ed eccedenza, 2002 (posthume)
- Scritti su G. Ryle e la filosofia analitica, il Poligrafo, Padova, 2003 (posthume)